# أورسولا باركر
أورسولا باركر (بالإنجليزية: Ursula Parker)‏ هي ممثلة أمريكية، ولدت في 28 يوليو 2003 في نيويورك في الولايات المتحدة.

## أعمال

### مسلسلات
- لوي

## وصلات خارجية
- أورسولا باركر على موقع IMDb (الإنجليزية)
- أورسولا باركر على موقع قاعدة بيانات الفيلم (الإنجليزية)
- أورسولا باركر على موقع كينوبويسك (الروسية)